# Tamgrinia tibetana
Tamgrinia tibetana är en spindelart som först beskrevs av Hu och Li 1987.  Tamgrinia tibetana ingår i släktet Tamgrinia och familjen mörkerspindlar. Inga underarter finns listade i Catalogue of Life.